# Ель-Джіза (нохія)

Нохія Аль-Джіза на мапі мінтака Дар'а

Нохія Ель-Джіза (араб. ناحية الجيزة) — нохія у Сирії, що входить до складу однойменної мінтаки Дар'а мухафази Дар'а. Адміністративний центр — поселення Аль-Джіза.
До нохії належать такі поселення:
- Ель-Джіза → (Al-Jiza);
- Гасм → (Ghasm);
- Ель-Матайя → (al-Matayiah).